# ونیشن اسنرز
آرون فانک مشهور به ونیشن اسنرز (انگلیسی: Venetian Snares (به‌معنی دام‌های ونیزی)؛ زادهٔ ۱۱ ژانویهٔ ۱۹۷۵) هنرمند موسیقی الکترونیک اهل کانادا است. او را عموماً به‌عنوان مبدع و محبوب‌کنندهٔ سبک بریک‌کور (Breakcore) می‌شناسند. از ویژگی‌های موسیقی ونیشن اسنرز می‌توان به ملودیهای ظریف و بغرنج، نمونه‌گیری (Sampling) استادانه از قطعات موسیقی کلاسیک و استفاده از کسر میزان‌های نامعمول (به‌خصوص ۷/۴) اشاره کرد.